# Джоново (Колобжезький повіт)
Джоново (пол. Drzonowo, нім. Drenow) — село в Польщі, у гміні Колобжеґ Колобжезького повіту Західнопоморського воєводства.
Населення — 999 осіб (2011).

## Демографія
Демографічна структура станом на 31 березня 2011 року:
|          | Загалом | Допрацездатний вік | Працездатний вік | Постпрацездатний вік |
| -------- | ------- | ------------------ | ---------------- | -------------------- |
| Чоловіки | 499     | 113                | 353              | 33                   |
| Жінки    | 500     | 105                | 315              | 80                   |
| Разом    | 999     | 218                | 668              | 113                  |